# Platja del Prat d'en Forès
La platja del Prat d'en Forès, també coneguda com del Regueral, és una de les platges més conegudes del municipi de Cambrils (comarca del Baix Camp). Està situada al nucli urbà de Cambrils, al costat est del port nàutic, a l'inici de l'avinguda Diputació. Està delimitada a l'oest per la banya del port (on hi el far verd) i a l'est per la desembocadura de la riera de Maspujols. És de sorra molt fina i amb unes aigües tranquil·les. Té una longitud de 1.210 m i una amplada mitjana 78 m.
S'hi accedeix per la carretera AP-7 (sortida 37) i les nacionals A7 i antiga N-340. La platja del Prat d'en Forès està ben comunicada amb transport públic, ja que compta amb parades d'autobús de la línia Cambrils- Salou i també amb les del bus interurbà, de parada de taxis i queda propera a l'estació de tren i d'autobusos.
És una de les platges amb un índex més alt d'ocupació. La neteja de platja es fa diàriament en temporada alta. És possible trobar allotjament en primera línia, ja que l'oferta hotelera és àmplia. Disposa de servei de vigilància de platges (punt de Creu Roja) i de policia de platges, accés per discapacitats, senyalització de l'estat de la mar i altres serveis com zona de pàrquing, papereres, dutxes, lavabos (adaptats), bars de platja, servei de lloguer de tendals, hamaques i patins. Al llarg de les platges de llevant s'estén el passeig marítim que connecta Cambrils amb Salou. En la platja d'en Prat d'en Forès aquest passeig té la màxima ampliada i disposa de bancs sota l'ombra i fonts al llarg de tot el recorregut. També compta amb diversos punts d'oci: amb gronxadors a la desembocadura de la riera del Regueral i amb pistes per practicar esports de platja com el voleibol a la part oriental. Degut a la seva situació a la varietat de serveis que ofereix, tradicionalment s'ha considerat una platja ideal pel turisme familiar.
Està guardonada amb la Bandera Blava, que reconeix internacionalment la qualitat de l'aigua i serveis.
Com a punts d'interès compta amb el Pi rodó, un arbre centenari declarat d'Interès Local i Comarcal.